# أليسون ليفين
أليسون ليفين (بالإنجليزية: Alison Levine)‏ هي متسلقة جبال أمريكية، ولدت في 5 أبريل 1966.